# British Automotive

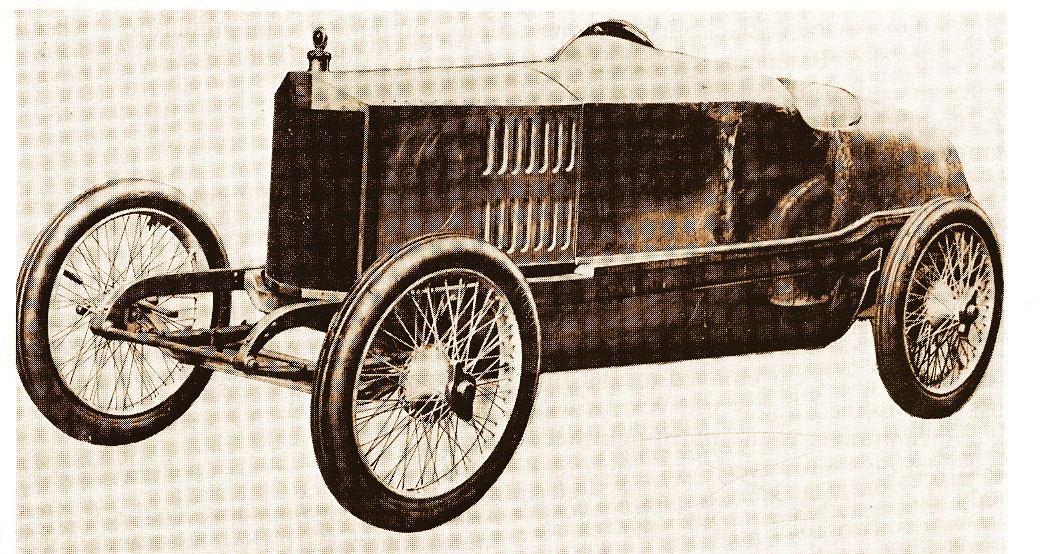
BAC (1921)

Die British Automotive Co. Ltd. war ein britischer Automobilhersteller in London. 1921–1923 entstanden dort zwei unterschiedliche Modelle unter dem Namen BAC.
Der BAC 10 hp war ein leichter, offener Roadster mit Drahtspeichenrädern. Der Monoposto besaß einen seitengesteuerten Vierzylinder-Reihenmotor mit 1.498 cm³ Hubraum und wurde von 1921 bis 1923 angeboten.
Nur 1922 wurde noch ein Modell mit kleinerem Motor angeboten, der BAC 9.5 hp. Fahrgestell und Aufbau entsprachen dem ersten Modell, aber der seitengesteuerte Vierzylindermotor hatte nur 1.208 cm³ Hubraum.
Keines der beiden Fahrzeuge konnte sich auf dem Markt durchsetzen, und so blieben die Stückzahlen gering.

## Modelle
| Modell | Bauzeitraum | Zylinder | Hubraum  | Radstand |
| ------ | ----------- | -------- | -------- | -------- |
| 10 hp  | 1921–1923   | 4 Reihe  | 1498 cm³ | 2438 mm  |
| 9,5 hp | 1922        | 4 Reihe  | 1208 cm³ | 2438 mm  |

## Quelle
David Culshaw & Peter Horrobin: The Complete Catalogue of British Cars 1895–1975. Veloce Publishing plc. Dorchester (1999).  ISBN 1-874105-93-6